# Kristoffer Ajer
Kristoffer Ajer (Rælingen, 1998. április 17. –) norvég válogatott labdarúgó, az angol Brentford hátvédje.

## Pályafutása

### Klubcsapatokban
Ajer a norvégiai Rælingenben született. Az ifjúsági pályafutását a helyi Rælingen csapatában kezdte, majd a Lillestrøm akadémiájánál folytatta.
2014-ben mutatkozott be a Start első osztályban szereplő felnőtt keretében. 2016-ban a skót Celtichez igazolt. A 2016–17-es szezon második felében a Kilmarnock csapatát erősítette kölcsönben. 2021. július 21-én ötéves szerződést kötött az angol első osztályban érdekelt Brentford együttesével. Először a 2021. augusztus 13-ai, Arsenal ellen 2–0-ra megnyert mérkőzésen lépett pályára. Első gólját 2022. május 7-én, a Southampton ellen hazai pályán 3–0-ás győzelemmel zárult találkozón szerezte meg.

### A válogatottban
Ajer az U15-östől az U21-esig szinte minden korosztályos válogatottban képviselte Norvégiát.
2018-ban debütált a felnőtt válogatottban. Először a 2018. március 23-ai, Ausztrália ellen 4–1-re megnyert barátságos mérkőzésen lépett pályára.

## Statisztikák
2022. szeptember 18. szerint
| Klub                    | Szezon   | Osztály              | Bajnokság | Bajnokság | Kupa  | Kupa | Nemzetközi | Nemzetközi | Összesen | Összesen |
| Klub                    | Szezon   | Osztály              | Meccs     | Gól       | Meccs | Gól  | Meccs      | Gól        | Meccs    | Gól      |
| ----------------------- | -------- | -------------------- | --------- | --------- | ----- | ---- | ---------- | ---------- | -------- | -------- |
| Start                   | 2014     | Tippeligaen          | 13        | 1         | 0     | 0    | —          | —          | 13       | 1        |
| Start                   | 2015     | Tippeligaen          | 32        | 8         | 1     | 4    | —          | —          | 33       | 12       |
| Start                   | 2016     | Tippeligaen          | 11        | 0         | 1     | 1    | —          | —          | 12       | 1        |
| Start                   | Összesen | Összesen             | 56        | 9         | 2     | 5    | 0          | 0          | 58       | 14       |
| Kilmarnock (kölcsönben) | 2016–17  | Scottish Premiership | 16        | 0         | 0     | 0    | —          | —          | 16       | 0        |
| Celtic                  | 2016–17  | Scottish Premiership | 0         | 0         | 0     | 0    | 1          | 0          | 1        | 0        |
| Celtic                  | 2017–18  | Scottish Premiership | 24        | 0         | 6     | 0    | 4          | 0          | 34       | 0        |
| Celtic                  | 2018–19  | Scottish Premiership | 28        | 0         | 7     | 0    | 10         | 1          | 45       | 1        |
| Celtic                  | 2019–20  | Scottish Premiership | 28        | 3         | 7     | 0    | 15         | 1          | 50       | 4        |
| Celtic                  | 2020–21  | Scottish Premiership | 35        | 2         | 3     | 0    | 8          | 0          | 46       | 2        |
| Celtic                  | Összesen | Összesen             | 115       | 5         | 23    | 0    | 38         | 2          | 176      | 7        |
| Brentford               | 2021–22  | Premier League       | 24        | 1         | 4     | 0    | —          | —          | 28       | 1        |
| Brentford               | 2022–23  | Premier League       | 1         | 0         | 0     | 0    | —          | —          | 1        | 0        |
| Brentford               | Összesen | Összesen             | 25        | 1         | 4     | 0    | 0          | 0          | 29       | 1        |
| Összesen                | Összesen | Összesen             | 212       | 15        | 29    | 5    | 38         | 2          | 279      | 22       |

### A válogatottban
| Válogatott | Év       | Pályára lépés | Gól |
| ---------- | -------- | ------------- | --- |
| Norvégia   | 2018     | 6             | 0   |
| Norvégia   | 2019     | 8             | 0   |
| Norvégia   | 2020     | 5             | 0   |
| Norvégia   | 2021     | 6             | 0   |
| Norvégia   | 2022     | 1             | 0   |
| Összesen   | Összesen | 26            | 0   |

## Sikerei, díjai
Celtic
- Scottish Premiership
  - Bajnok (3): 2017–18, 2018–19, 2019–20

- Scottish Cup
  - Győztes (3): 2017–18, 2018–19, 2019–20

- Scottish League Cup
  - Győztes (3): 2017–18, 2018–19, 2019–20

## Fordítás
Ez a szócikk részben vagy egészben  a   Kristoffer Ajer című angol Wikipédia-szócikk fordításán alapul.  Az eredeti cikk szerkesztőit annak laptörténete sorolja fel. Ez a jelzés csupán a megfogalmazás eredetét és a szerzői jogokat jelzi, nem szolgál a cikkben szereplő információk forrásmegjelöléseként.